# Стрёмблад, Еспер
Еспер Стрёмблад (швед. Jesper Strömblad; 28 ноября 1972 года, Гётеборг, Швеция) — шведский музыкант, гитарист групп The Halo Effect, Dimension Zero и Cyhra. Наиболее известен как основатель и бывший гитарист/ударник/клавишник шведской метал-группы In Flames (годы участия 1990—2010), гитарист группы Sinergy (1997—1999), басист Ceremonial Oath и ударник HammerFall (1993—1997).

## In Flames
В 1990 году, будучи бас-гитаристом группы Ceremonial Oath, Стрёмблад основал группу In Flames в качестве сайд-проекта основной группы. Через три года Стрёмблад покинул Ceremonial Oath и полностью сосредоточился на In Flames. Первоначально он сел за барабаны, однако после выпуска первого альбома Lunar Strain переключился на гитару, продолжая играть на ударных в группе HammerFall, созданной бывшим гитаристом Ceremonial Oath. Кроме того, Еспер был одним из основных композиторов In Flames и автором некоторых текстов, а в альбоме Whoracle играл на клавишных и перкуссии.
В феврале 2010 года было объявлено, что Стрёмблад покидает группу в связи с необходимостью лечения от алкогольной зависимости.

## The Halo Effect
В 2019 году Микаэль Станне совместно с другими бывшими участниками In Flames основывают группу The Halo Effect. 

## Признание
В марте 2004 года Еспер попал на 70-е место в списке 100 лучших хэви-метал гитаристов мира по версии журнала # Guitar World.   